# Erick Marín Calderón
Erick Alberto Marín Calderón (San José, 6 de abril de 1982) es un exfutbolista costarricense. Jugó como defensa y su último equipo fue el Guadalupe F. C. de la Primera División de Costa Rica.
Erick Calderón  debió abandonar su carrera deportiva por tres veces para luchar contra el cáncer.

## Clubes
| Club                            | País        | Año         |
| ------------------------------- | ----------- | ----------- |
| Club Sport Herediano            | Costa Rica  | 2004 - 2005 |
| Club Sport Cartaginés           | Costa Rica  | 2005 - 2006 |
| Santos de Guápiles              | Costa Rica  | 2006 - 2007 |
| Asociación Deportiva Carmelita  | Costa Rica  | 2007 - 2009 |
| Municipal Pérez Zeledón         | Costa Rica  | 2009 - 2010 |
| Club Deportivo Luis Ángel Firpo | El Salvador | 2010 - 2012 |
| Club Deportivo Belén Siglo XXI  | Costa Rica  | 2012 - 2013 |
| Halcones Fútbol Club            | Guatemala   | 2013 - 2014 |
| AD Barrio México                | Costa Rica  | 2014 - 2015 |
| Municipal Pérez Zeledón         | Costa Rica  | 2016 - 2017 |
| Limón F. C.                     | Costa Rica  | 2017        |
| Guadalupe F. C.                 | Costa Rica  | 2018 - 2019 |